# Estação Santa Filomena
A Estação Santa Filomena é uma das estações do VLT de Guadalajara, situada em Guadalajara, entre a Estação Washington e a Estação Unidad Deportiva. Administrada pelo Sistema de Tren Eléctrico Urbano (SITEUR), faz parte da Linha 1.
Foi inaugurada em 1º de setembro de 1989. Localiza-se no cruzamento da Avenida Cólon com a Rua Fresno e a Rua Pino. Atende os bairros Del Fresno e Morelos.